# The Real Deal
The Real Deal è il quindicesimo album di Edgar Winter pubblicato originariamente dalla Intersound Records nel luglio del 1996.

## Tracce
1. Hoochie Coo – 4:26 (Edgar Winter, Steve Plunkett)
2. The Real Deal – 4:04 (Edgar Winter, Jeff Baxter)
3. We Can Win – 3:46 (Edgar Winter, Leon Russell)
4. Good Ol' Rock 'N' Roll – 4:25 (Edgar Winter, Steve Plunkett)
5. Give Me the Will – 4:21 (Edgar Winter)
6. Nitty Gritty – 4:11 (Edgar Winter, Jeff Baxter)
7. Eye of the Storm – 4:09 (Edgar Winter)
8. Sanctuary – 4:24 (Edgar Winter, Randy Sharp)
9. Hot, Passionate Love – 4:20 (Edgar Winter)
10. The Music Is You – 4:07 (Edgar Winter)
11. What Do I Tell My Heart – 3:08 (Edgar Winter)

## Musicisti
- Edgar Winter - voce, sintetizzatore, tastiere, sassofono
- Steve Farris - chitarra
- Matt Hocking - chitarra
- Rory Kaplan - sintetizzatore, programming, drum programming, synthesizer programming
- Dean Estes - basso
- Jonathan Moffett - batteria
- Tony Pia - snare drums
- Sue Ann Carwell - accompagnamento vocale

## Ospiti
- Leon Russell
- Rick Derringer
- Ronnie Montrose
- Johnny Winter
- Jermaine Jackson
- Jeff Baxter